# Vihtori Urvikko
Johan Viktor „Vihtori” Urvikko, później Wiren (ur. 29 kwietnia 1889 w Urjali, zm. 2 kwietnia 1961 w Tampere) – zapaśnik reprezentujący Finlandię. Olimpijczyk ze Sztokholmu 1912, gdzie zajął szesnaste miejsce w wadze lekkiej.
Drugi na mistrzostwach kraju w 1910 i 1911 roku.

## Letnie Igrzyska Olimpijskie 1912
| Konkurencja             | Rundy eliminacyjne       | Rundy eliminacyjne     | Rundy eliminacyjne  | Rundy eliminacyjne      | Klas. końcowa |
| Konkurencja             | Przeciwnik I             | Przeciwnik II          | Przeciwnik III      | Przeciwnik IV           | Miejsce       |
| ----------------------- | ------------------------ | ---------------------- | ------------------- | ----------------------- | ------------- |
| 67,5 kg styl klasyczny. | Gustaf Malmström (SWE) P | Josef Stejskal (AUT) Z | Dezső Orosz (HUN) Z | Frederik Hansen (DEN) P | 16.           |